# Bruce Channel
Bruce Channel, född 28 november 1940 i Jacksonville, Texas, är en amerikansk sångare och låtskrivare. Channel är främst känd för låten "Hey! Baby!" som 1962 toppade amerikanska singellistan och blev två i Storbritannien. Låten blev även en hit i Sverige och låg på Radio Nords Topp 20-lista. Låten var en av låtarna som fanns i John Lennons personliga jukebox, och dess munspelspartier av Delbert McClinton ska ha inspirerat honom vid inspelningen av "Love Me Do".
Det dröjde sedan till 1968 innan Channel nådde framgång igen med låten "Keep On" som nådde tolfte plats på Englandslistan. Låten var skriven av Wayne Carson Thompson som skrivit flera låtar åt The Box Tops. Denna låt blev en jättehit i Sverige i Jerry Williams version som låg 15 veckor på Tio i topp 1969, varav fyra som etta. Channel började senare, sedan karriären tappat fart, arbeta på ett förlag i USA.

## Listplaceringar, Hey Baby
| Lista (1962)   | Position                              |
| -------------- | ------------------------------------- |
| Frankrike      | 15                                    |
| Nya Zeeland    | 1 (Lever Hit Parade)                  |
| Storbritannien | 2                                     |
| Sverige        | 16 (Radio Nord Topp 20)               |
| Sverige        | - (Testad på Tio i topp, ej inröstad) |
| USA            | 1 (Billboard Hot 100)                 |